# Postal 2
Postal 2 (geschreven als Postal²) is een First-person shooter computerspel van spelontwikkelaar Running with Scissors. Postal 2 is het vervolg op Postal dat in 1997 verscheen en maakt gebruik van de Unreal Engine.

## Verhaal
De speler kruipt in de rol van The Postal Dude, een lange magere man met een sik, een lange regenjas aan en een zonnebril op. The Postal Dude woont in een stacaravan samen met zijn, altijd chagrijnige, vrouw in de stad Paradise.
Het spel bestaat uit levels die opgedeeld zijn in de dagen van de week (maandag t/m vrijdag). Aan het begin van elke dag stelt The Dude een 'boodschappenlijstje' op met spullen die hij nodig heeft of taken die hij die dag moet doen. Voorbeelden van deze alledaagse taken zijn een pak melk halen, stemmen, een kerstboom halen of onderdelen voor zijn auto kopen. De dagelijkse taken kunnen worden volbracht in willekeurige volgorde en gaan al dan niet op chaotische wijze. De speler kan er zelf voor kiezen om de taken op de 'officiële', vaak snellere manier af te handelen waarbij geld betaald moet worden, of op de complexe en hardhandige wijze waarbij mensen zullen sneuvelen. Soms kan het ook alleen op deze laatste manier.
Tijdens het volbrengen van de taken wordt The Dude aangevallen, beroofd en zelfs ontvoerd. Hij kan tegen een groep agressieve demonstranten, terroristen, slagers, politiemensen, S.W.A.T.-leden of soldaten oplopen die hem aanvallen of meenemen.

## Gameplay
De speler kan vrij rondlopen in de stad Paradise maar heeft in het begin wel een beperkt gebied tot zijn beschikking. Naarmate de week vordert wordt de map steeds groter en zullen langere afstanden afgelegd moeten worden. Tijdens het spelen kan The Dude overal komen en, kan dus ook gewoon woningen binnen lopen of openbare voorzieningen bezoeken. Als er woningen worden betreden of mensen worden omgebracht in het oog van een politieman of -vrouw, zal er een meter verschijnen die aangeeft dat The Dude gezocht en hoelang hij nog gezocht wordt. De speler kan ervoor kiezen om gearresteerd te worden, of om weg te lopen en te wachten tot de meter weer bij nul is.
De speler beschikt over een breed scala aan wapens. Hierbij valt te denken aan een pistool, een mitrailleur, jachtgeweer, scherpschuttersgeweer en handgranaten maar ook minder gebruikelijke voorwerpen zoals bijvoorbeeld een schep, scharen, koeienkoppen en een jerrycan met brandbare vloeistof zijn als wapen bruikbaar. Daarnaast kan de speler beschikken over molotovcocktails en raketwerpers. Katten die in het spel verzameld worden kunnen op het uiteinde van de loop van diverse geweren 'gezet' worden en dienen als demper. Na een aantal schoten zal de kat dood zijn en van het geweer afvliegen.

## Uitbreidingen & updates

### Share the Pain
Postal 2: Share the Pain is een update waarbij de mogelijkheid tot samen spelen is toegevoegd (multiplayer). Share the Pain is vanaf de lancering de vervanger van Postal 2.

### Apocalypse Weekend
Postal 2: Apocalypse Weekend is het vervolg op Postal 2 en verscheen op 15 mei 2005 voor Windows. Het spel behandelt, zoals de naam al zegt, de zaterdag en zondag (weekend). Verder zijn er een aantal nieuwe wapens zoals een kapmes, voorhamer en een zeis toegevoegd. Tevens is het nu mogelijk om personen zeer ernstig toe te takelen, naast onthoofding wat al bij de originele Postal mogelijk was kunnen nu alle ledematen verwijderd worden en kan zelfs de romp in tweeën gedeeld worden.
Het verloop van Apocalypse Weekend is anders dan dat van de originele Postal 2. Waar de speler daar nog vrij was zijn opdrachten uit te kiezen is Apocalypse Weekend veel rechtlijniger en moet de speler een vast 'parcours' volgen die hem door verschillende maps leidt.

### A Week in Paradise
Postal 2: A Week in Paradise is, zoals de naam al zegt, Postal 2 en Apocalypse Weekend bij elkaar (samen een week). Daarnaast zijn er een aantal nieuwe dingen toegevoegd zoals wapens, outfits en personages.
Dit was eerst een mod, gemaakt door Resurrection Studios, om de originele game en de uitbreiding samen te voegen.
Maar Running With Scissors heeft in hun vernieuwde versie op Steam, deze populaire mod gebruikt om dezelfde reden. Ook hebben ze in deze versie nog meer aangepast en bijgevoegd voor de complete ervaring.